# Königsfarngewächse
Die Königsfarngewächse (Osmundaceae), auch Rispenfarngewächse genannt,  sind die einzige Familie der Pflanzenordnung Osmundales innerhalb der Klasse der Echten Farne. Die drei bis vier Gattungen mit 16 bis 36 Arten gedeihen in gemäßigten bis tropischen Gebieten fast weltweit. Es sind terrestrisch wachsende Farne.

## Merkmale

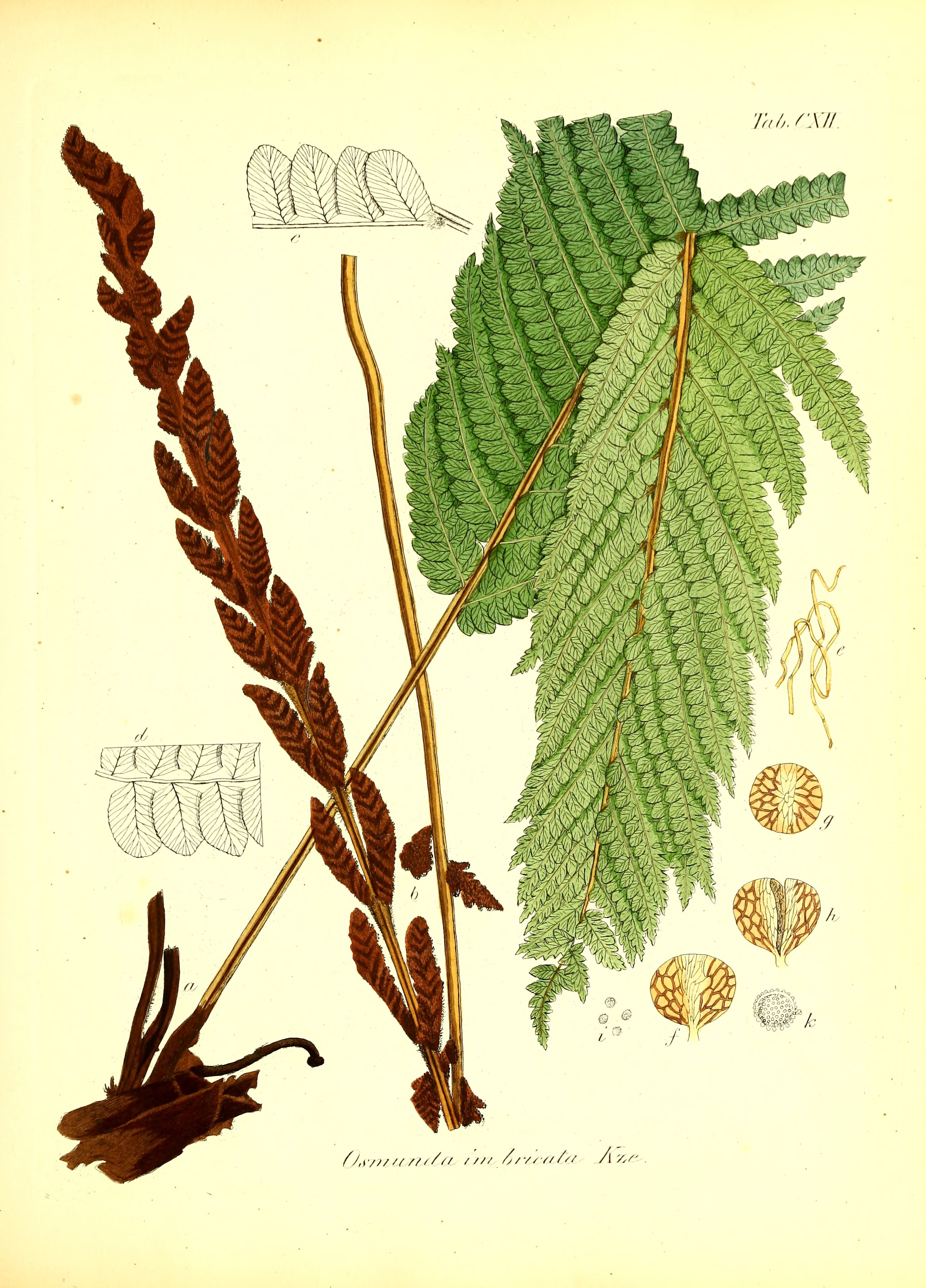
Illustration aus Die Farnkräuter in kolorierten Abbildungen naturgetreu Erläutert und Beschrieben, 1848 vom Zimtfarn (Osmundastrum cinnamomeum)

Die meisten Vertreter hatten einen kurzen baumförmigen Stamm, der sich aber bei den heutigen Vertretern meist im Boden verbirgt. Der Stamm ist ein Blattspur- beziehungsweise Blatt-Wurzel-Stamm; das heißt, der größte Teil des Stammes wird von Blattfüßen und Wurzeln gebildet.
Der Stamm ist bei den rezenten Arten eine Siphonostele mit Innenxylem. Die Blätter besitzen Nebenblätter.
Die Sporangien sitzen an eigenen Sporophyllen (Osmunda cinnamomea) oder an bestimmten Abschnitten der Trophophylle (Osmunda regalis). Sie stehen an kleinen Stielchen terminal an den letzten Verzweigungen des Blattes. Bei Todea und etlichen fossilen Formen finden sich auch auf der Blattunterseite angeheftete Sporangien.

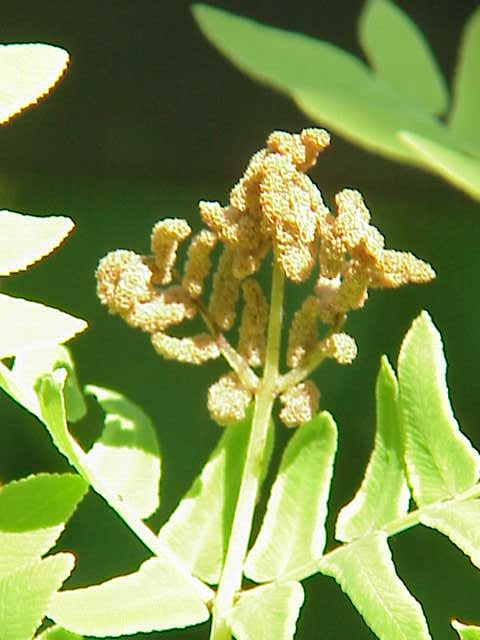
Königsfarn (Osmunda regalis), fertiler Teil des Farnwedels. Nur dort befinden sich Sporangien. Im Spitzenbereich sind die Blattfiedern skelettiert und die Sporenkapseln sitzen dicht aneinander

Die Sporangien sind nicht zu Sori zusammengefasst und es fehlt ihnen ein Anulus. Sie sind groß und enthalten 128 bis 512 Sporen. Die Sporangienwand ist einschichtig. Am Scheitel des Sporangiums sitzt eine Gruppe verdickter Zellen, die das Aufreißen bewirkt (manchmal als Anulus bezeichnet). Indusium und Spreuschuppen fehlen.
Das Prothallium ist bis 4 Zentimeter groß, langlebig und kann mehrere Jahre alt werden. Es ist grün und lebt autotroph oberirdisch. Mykorrhiza ist nicht nachgewiesen.
Die Chromosomengrundzahl beträgt x = 22.

## Systematik und Verbreitung
Die Familie Osmundaceae wurde am 3. August 1820 durch Ivan Ivanovič Martinov in Tekhno-Botanicheskīĭ Slovar': na latinskom i rossīĭskom iazykakh. Sanktpeterburgie, S. 445 aufgestellt. Typusgattung ist Osmunda L. Der Gattungsname Osmunda bezieht sich auf den angelsächsischen Herrscher Osmund, der im 8. Jahrhundert lebte. Ein Zusammenhang mit dem nordischen Donnergott Thor, der den Beinamen „Osmunder“ hat, ist nicht belegt.
Die Ordnung Osmundales sind die Schwestergruppe aller übrigen leptosporangiaten Farnen. Die Osmundales vermitteln zwischen den Marattiales und den übrigen leptosporangiaten Farnen. Zum einen zeitlich, da sie seit dem Perm bekannt sind und ihre Hauptentfaltung im Mesozoikum hatten; zum anderen morphologisch, etwa durch die dickwandigen, einzelstehenden Sporangien, ihren Vegetationspunkt und das Prothallium. Diese Stellung wurde durch molekularbiologisch gestützte phylogenetische Studien unterstrichen.
Die Arten der Familie Osmundaceae sind von gemäßigten bis tropischen Gebieten fast weltweit verbreitet. In China gibt es zwei Gattungen mit etwa acht Arten, eine Art davon kommt nur dort vor.

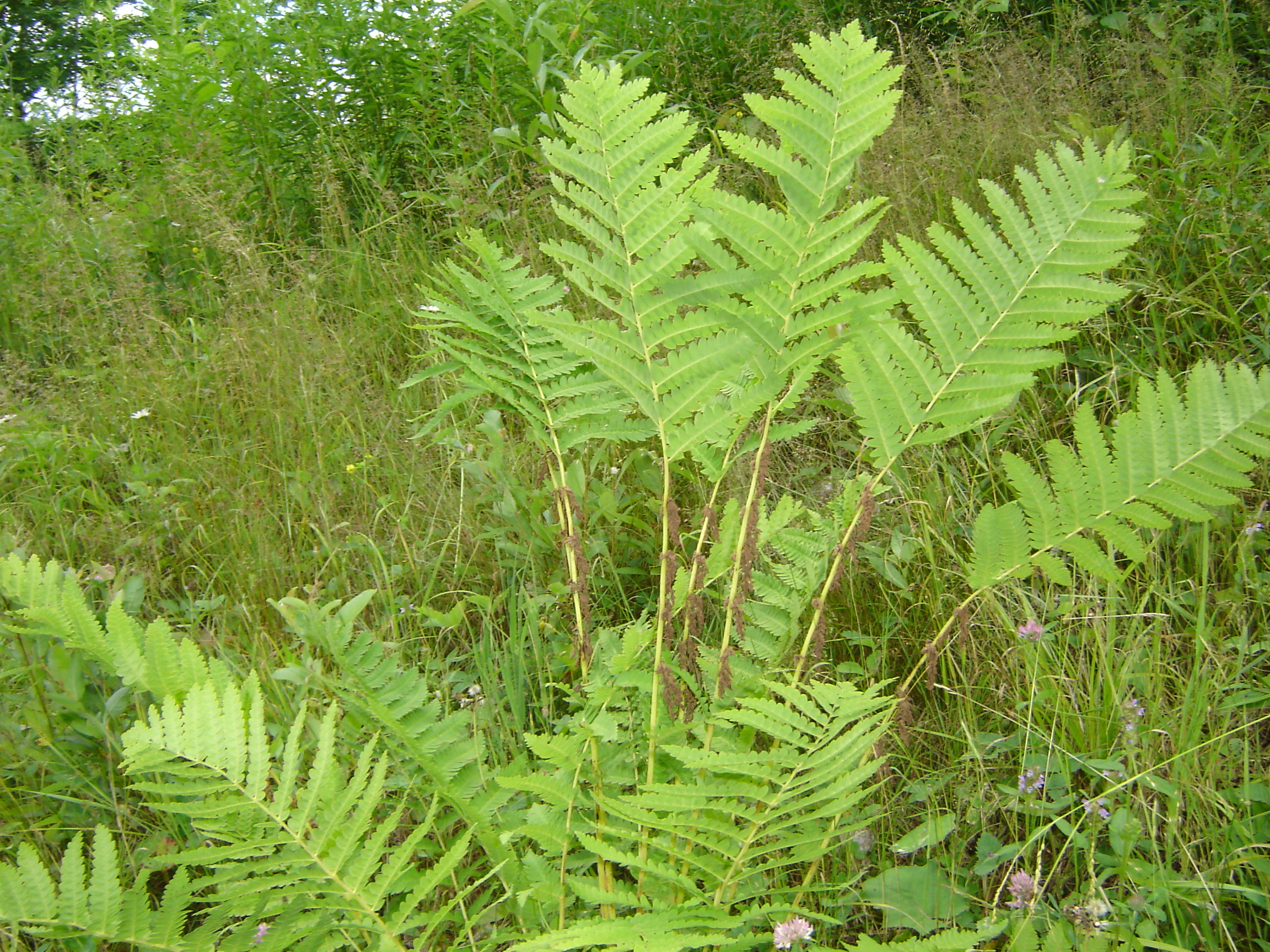
Habitus des Teufelsfarns (Osmunda claytoniana) im Habitat

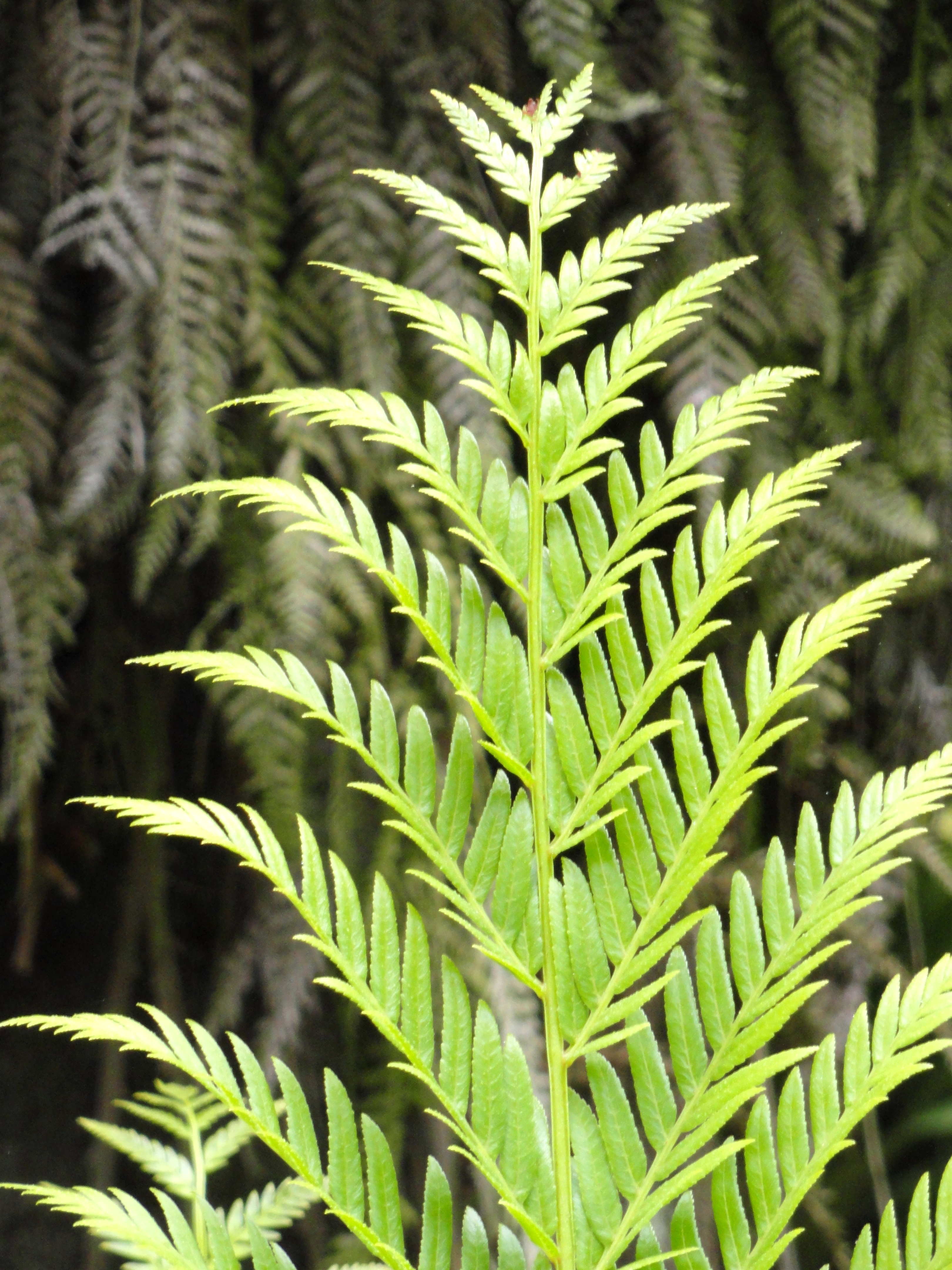
Elefantenfarn (Todea barbara)

Die Familie Osmundaceae ist monophyletisch und enthält drei bis vier Gattungen mit 16 bis 36 Arten:
- Leptopteris C.Presl:[5] Sie bilden oft bis zu 1 Meter hohe Stämme, es sind also „Baumfarne“. Die etwa sieben Arten kommen auf der Südhalbkugel in Neuguinea, Australien, Neuseeland, Neukaledonien und auf zahlreichen Inseln im Pazifik vor.[8]
- Königsfarne (Osmunda L.[9]): Die etwa zehn Arten sind fast weltweit verbreitet. Sie gedeihen von gemäßigten bis tropischen Gebieten; hauptsächlich auf der Nordhalbkugel und in den Subtropen; seltener in der Neotropis, drei Arten kommen in Nordamerika vor.[2][1][8]
- Osmundastrum C.Presl: Sie enthält nur eine Art:[1]
  - Zimtfarn (Osmundastrum cinnamomeum (L.) C.Presl, Syn.: Osmunda cinnamomea L.): Er ist in Nord-, Zentral- und Südamerika und vom nördlichen Indien, über weite Teile von China, Taiwan, Japan, Vietnam, Korea bis Russlands Fernem Osten und Sibirien verbreitet.[1]
- Elefantenfarne (Todea Willd. ex Bernh.)[9]:[5] Sie bilden oft bis zu 1 Meter hohe Stämme, es sind also „Baumfarne“. Hierher gehören zwei Arten:
  - Todea barbara (L.) T.Moore
  - Todea papuana Hennipman